# Verlosserkerk (Hannover)
De Verlosserkerk (Duits: Erlöserkirche) is een protestants kerkgebouw in de Nedersaksische stad Hannover. Tot 1943 stond de kerk bekend onder de naam Zionskerk (Zionskirche). In de kerk vinden regelmatig gospeldiensten plaats, sinds 2002 wordt de kerk daarom ook "Gospelkerk" genoemd. Het kerkgebouw bevindt zich in het stadsdeel Linden-Süd. 

## Geschiedenis
In 1878 werd begonnen met de bouw van de drieschepige neogotische hallenkerk naar een ontwerp van Conrad Wilhelm Hase. De kerk werd in 1880 onder de naam Zionskerk ingewijd. De voltooiing van de toren vond in 1882 plaats. Het pastoriegebouw werd in 1980 gesloopt.
De kerk werd in 1943 uit politieke motieven hernoemd in Verlosserkerk. Een verzoek van de kerkenraad bij de landskerk van 31 januari 1950 om de oude naam te herstellen werd niet ingewilligd. De kerk behoort tot de best bewaarde kerkgebouwen van Hannover. Met name de neogotische inrichting, waaronder de eikenhouten kansel met de beeltenissen van de evangelisten en het zandstenen altaar, bleef goed bewaard. In tegenstelling tot veel andere kerken uit dezelfde bouwperiode, zoals de Lutherkerk en de Christuskerk, wordt de oorspronkelijke ruimte niet door moderne wijzigingen aangetast.    
Bij een restauratie van het koor werden in 1990 in de gewelven ornamenten van ranken uit 1881 en beschilderingen uit 1901 blootgelegd en gerestaureerd. 

## Orgel

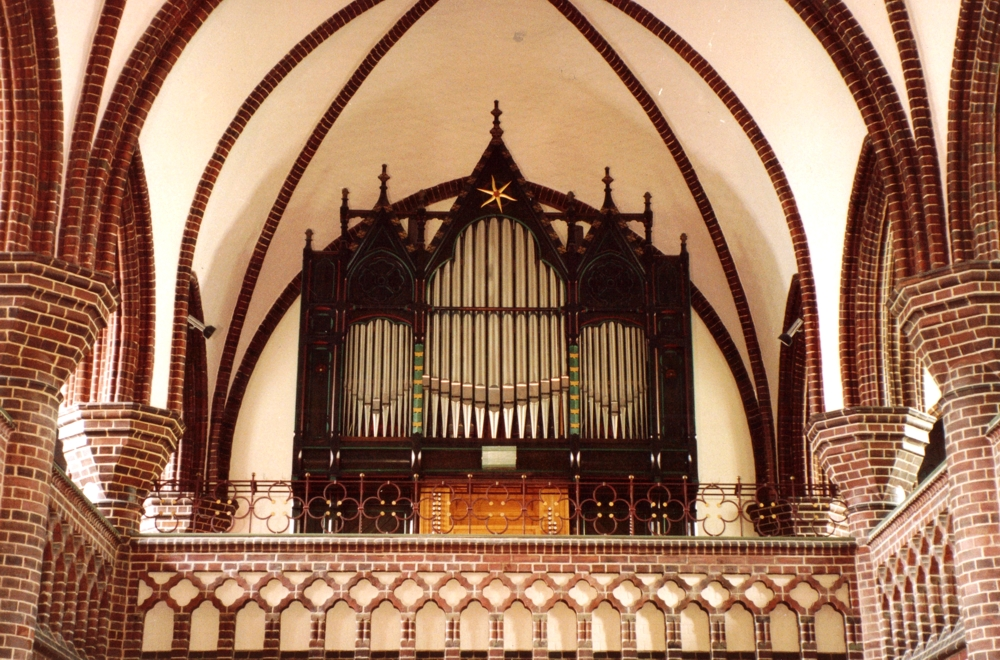
Orgel

Het orgel werd in 1881 door de orgelbouwer Philipp Furtwängler & Söhne gebouwd. In 1927 vond er een ingrijpende verbouwing aan het orgel plaats. Het orgelbedrijf Emil Hammer Orgelbau uit Hemmingen bouwde in 1979 een geheel nieuw orgel. Het sleeplade-instrument heeft 24 registers verdeeld over twee manualen en pedaal. De tracturen zijn mechanisch. 